# MQ Большого Пса
MQ Большого Пса (лат. MQ Canis Majoris) — одиночная переменная звезда в созвездии Большого Пса на расстоянии приблизительно 1519 световых лет (около 466 парсеков) от Солнца. Видимая звёздная величина звезды — от +8,31m до +8,16m.

## Характеристики
MQ Большого Пса — красная пульсирующая медленная неправильная переменная звезда (LB:) спектрального класса M0.